# دائرة أبي الجعد
دائرة أبي الجعد هي إحدى دوائر إقليم خريبكة، التابع لجهة بني ملال خنيفرة، المملكة المغربية. تضم الدائرة 8 جماعات قروية، وبلغ عدد سكانها 42790 فرداً سنة 2004 حسب الإحصاء الرسمي للسكان والسكنى. يتبع للدائرة 24 مشيخة و129 دوار.

## التقسيمات الإداريّة
تعتبر دائرة أبي الجعد إحدى الدوائر المشكّلة لإقليم خريبكة، وهو التقسيم الإداري من المستوى الرابع المعتمد في المغرب. ينقسم إقليم خريبكة إلى 26 جماعات قروية تختلف من حيث السكان والمساحة، والتي بدورها تنقسم إلى مشيخات تضم عدداً من الدواوير.